# Пузынино
Пузынино — упразднённое село в Шимановском районе Амурской области России. Исключено из учётных данных в 1974 году.

## География
Село располагалось на правом берегу реки Берея выше впадения в неё реки Моховая, на расстоянии примерно 13 километров (по прямой) к юго-западу от станции Берея.

## История
Село возникло во второй половине 1920-х годов. По данным 1929 год в Пузынино имелось 21 хозяйство и проживало 147 человек. В административном отношении являлось центром Пузынинского сельсовета Свободненского района Амурского округа Дальневосточного края.
Решением Амурского исполкома от 7 июня 1974 года № 253, село Пузынино исключено из учётных данных как несуществующее.